# زندگی و مرگ پیتر سلرز
زندگی و مرگ پیتر سلرز (به انگلیسی: The Life and Death of Peter Sellers) نام یک فیلم درام - زندگینامه ای آمریکایی محصول سال ۲۰۰۴ است که دربارهٔ زندگی کمدین انگلیسی؛ پیتر سلرز است. کارگردانی اثر بر عهده استفان هاپکینز بوده و جفری راش در نقش پیتر سلرز بازی کرده‌است. فیلم برای نمایش در تلویزیون ساخته شد و علاوه بر راش، بازیگرانی چون شارلیز ترون، امیلی واتسون و استنلی توچی در آن به ایفای نقش پرداخته‌اند.

## خلاصه داستان
در فیلم شاهد زندگی سلرز و بازی در فیلمهایش و رابطه وی با ۴ همسرش هستیم.

## بازیگران
- جفری راش در نقش پیتر سلرز
- امیلی واتسون در نقش همسر اول سلرز، آنی
- شارلیز ترون در نقش همسر دوم سلرز، بریت ایکلند
- استنلی توچی در نقش استنلی کوبریک
- الن ویلیامز
- جوزف لانگ
- جیمز بنتلی

## جوایز
فیلم برنده جایزه بهترین فیلم تلویزیونی از جشنواره گلدن گلوب شد. همچنین جفری راش نیز برنده جایزه بهترین بازیگر نقش اول در یک فیلم تلویزیونی از همین جشنواره شد. در همین جشنواره، شارلیز ترون و امیلی واتسون نیز بخاطر بازیشان در این فیلم، نامزد جایزه بهترین بازیگر مکمل زن در یکی فیلم تلویزیونی شدند.